# Gazprom–RusVelo
Gazprom–RusVelo (UCI kód: GAZ) byl ruský profesionální silniční cyklistický tým na úrovni UCI ProTeam založený v roce 2012. Tým byl součástí Russian Global Cycling Projectu a před svou první sezónou podepsal několik jezdců z UCI WorldTeamu Katusha a z kontinentálního týmu Itera–Katusha. Tým měl původně i svou ženskou variantu.

## Historie
V prosinci 2012 byla zamítnuta žádost týmu o Professional Continental licenci pro následující sezónu. Tým tuto licenci nakonec získal 9. ledna 2013.
1. března 2022 byla týmu odebrána UCI licence, stejně jako několika dalším ruským a běloruským týmům. Stalo se tak v reakci na ruskou invazi na Ukrajinu.

## Soupiska týmu
K 1. lednu 2022
- Marco Canola (ITA) (* 26. prosince 1988)
- Giovanni Carboni (ITA) (* 31. srpna 1995)
- Nikolaj Čerkasov (RUS) (* 26. září 1996)
- Sergej Černetskij (RUS) (* 9. dubna 1990)
- Nicola Conci (ITA) (* 5. ledna 1997)
- José Manuel Díaz (ESP) (* 18. ledna 1995)
- Alessandro Fedeli (ITA) (* 2. března 1996)
- Pavel Kočetkov (RUS) (* 7. března 1986)
- Michael Kukrle (CZE) (* 17. listopadu 1994)
- Eirik Lunder (NOR) (* 9. června 1999)
- Matteo Malucelli (ITA) (* 20. října 1993)
- Děnis Někrasov (RUS) (* 19. února 1997)
- Arťom Nych (RUS) (* 21. března 1996)
- Andrea Piccolo (ITA) (* 23. března 2001)
- Petr Rikunov (RUS) (* 24. února 1997)
- Kevin Rivera (CRC) (* 28. června 1998)
- Ivan Rovny (RUS)  (* 30. září 1987)
- Christian Scaroni (ITA) (* 16. října 1997)
- Dmitrij Strakov (RUS) (* 17. května 1995)
- Mathias Vacek (CZE) (* 12. června 2002)
- Ilnur Zakarin (RUS) (* 15. září 1989)

## Vítězství na šampionátech
2013
 Ruská časovka, Ilnur Zakarin
2015
 Ruská časovka, Arťom Ovečkin
2017
 Ruský silniční závod, Alexander Porsev
2019
 Ruský silniční závod, Aleksandr Vlasov
2021
 Ruský silniční závod, Arťom Nych